# Mosca GmbH

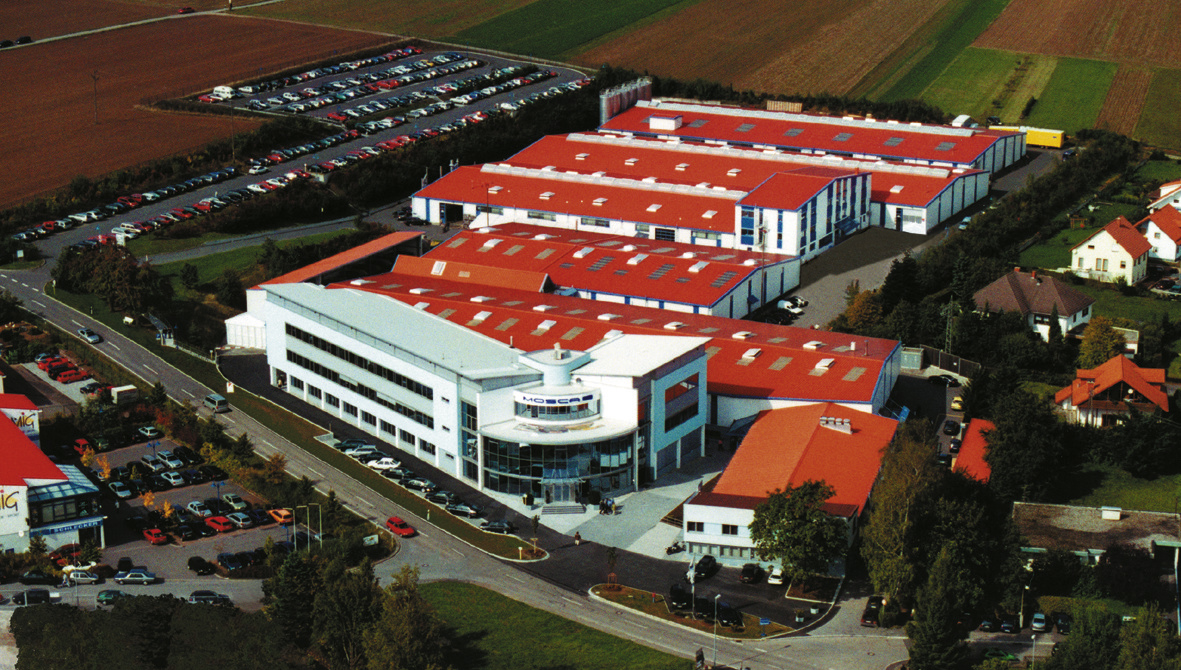
Stammwerk der Mosca GmbH in Waldbrunn (Odenwald)

Die Mosca GmbH ist ein internationales Unternehmen mit Stammsitz in Deutschland und auf die Produktion von Umreifungsmaschinen und Palettenpackpressen sowie Transportsicherungssystemen spezialisiert. Zu den Produkten gehören halbautomatische, automatische und vollautomatische Hochgeschwindigkeitsanlagen, fördertechnische Einrichtungen und Umreifungsbänder.

## Geschichte
Gerd Mosca gründete 1966 in Hilden das gleichnamige Familienunternehmen, dessen Sitz nach drei Jahren nach Zwingenberg am Neckar und wiederum 27 Jahre später nach Waldbrunn im Odenwald verlegt wurde. 1983 erfolgte die Gründung EAM-Mosca USA in Hazleton Township, Pennsylvania und 1992 der EAM-Mosca Canada in Whitby, Ontario. 1996 wurde das Werk II in Waldbrunn erweitert. Im selben Jahre erfolgte der Kauf der Firma Systempak. 1997 folgte die Gründung Mosca Asia in Singapur und 2000 der Mosca Direct United Kingdom in Cotgrave, Nottingham. Im Jahre 2002 kam die Umwandlung der Maschinenfabrik Gerd Mosca GmbH in die gleichnamige AG. Es erfolgten die Gründungen von Mosca Direct Spain in Barcelona, Mosca Malaysia in Johor Bahru und EAM-Mosca Mexico in Monterrey. Im Jahre darauf entstand die Tochterfirma Mosca Australia in Brisbane und die Niederlassung Mosca Indonesien in Jakarta. 2005 Mosca China in Shanghai und Mosca Finland in Vantaa. 2006 kam es zu einem Beteiligungserwerb an der Mosca Elektronik und Antriebstechnik GmbH. 2008 wurde der Neubau eines Produktionswerkes für Polypropylen- (PP) und Polyester-Umreifungsband (PET) in Muckental mit einer Produktionsfläche von 4.250 Quadratmetern abgeschlossen. Dort wurde 2009 etwa 6.700 Tonnen PP und PET Band produziert. 2008 kam es zur Gründung Mosca Direct Poland in Warschau. 2009 kam es zur Gründung Maschinenfabrik Gerd Mosca SDN BHD in Malaysia. 2011 wurde Mosca Direct Shanghai in China gegründet. im Jahr 2014 fand die Umfirmierung in MOSCA GmbH statt.
Das Unternehmen verfügt weltweit über 27 Niederlassungen sowie 65 Service- und Vertriebspartner in weitern Ländern. Produkte des Unternehmens finden in den Branchen Zeitungen und Grafische Industrie, Versandhandel und Logistik, Wellpappe und Papierindustrie, Baustoffe und Keramische Industrie, Nahrungsmittel- und der Getränkeindustrie Verwendung.

## Tochtergesellschaften
Asien: 
- Singapur: Mosca Asia Pte. Ltd., Mosca Singapore Manufacturing Holding Pte. Ltd.
- Thailand: Mosca Asia (Thailand)
- China: Mosca Direct Shanghai Co., Ltd.
- Japan: Mosca Japan K.K.
- Indonesien: Mosca Asia (Indonesia)
- Malaysia: Mosca Asia (Malaysia) Sdn. Bhd., Mosca Malaysia SDN. BHD., Maschinenfabrik Gerd Mosca Sdn Bhd
- Indien: MOSCA India Packaging Pvt Ltd.
- Australien: Mosca Australia (Pty) Ltd.

Europa:
- Polen: Mosca Direct Poland Sp. z o.o.
- Ungarn: Mosca Direct Hungary Kft.
- Spanien: Mosca Direct Spain S.L.U., Movitec Wrapping Systems, S.L.U.
- Frankreich: Mosca Direct France
- Großbritannien: Mosca Direct Ltd.

Amerika:
- USA: EAM-MOSCA Corp.
- Kanada: EAM-Mosca (Canada) Ltd.
- Mexiko: EAMMOSCA de Mexico, S. de R.L. de C.V.
- Brasilien: Mosca do Brasil Sistemas de Embalagem Ltda.